# Ла Виторија (Фрозиноне)
Ла Виторија је насеље у Италији у округу Фрозиноне, региону Лацио.
Према процени из 2011. у насељу је живело 548 становника. Насеље се налази на надморској висини од 392 м.